# سبراج جرايدين
سبراج جرايدين (بالإنجليزية: Sprague Grayden)‏ مواليد 21 يوليو 1980 في مانشستر، ماساتشوستس، الولايات المتحدة، هي ممثلة أمريكية بدأت مسيرتها الفنية عام 1989.

## روابط خارجية
- سبراج جرايدين على موقع IMDb (الإنجليزية)
- سبراج جرايدين على موقع ألو سيني (الفرنسية)
- سبراج جرايدين على موقع أول موفي (الإنجليزية)
- سبراج جرايدين على موقع قاعدة بيانات الأفلام السويدية (السويدية)
- سبراج جرايدين على موقع إن إن دي بي (الإنجليزية)
- سبراج جرايدين على موقع قاعدة بيانات الفيلم (الإنجليزية)
- سبراج جرايدين على موقع كينوبويسك (الروسية)